# 자클린 뒤 비에프
자클린 뒤 비에프(프랑스어: Jacqueline du Bief, 1930년 12월 4일~)는 프랑스의 피겨 스케이팅 선수로 주로 싱글 스케이팅에서 활약했다. 그녀는 1952년 동계 올림픽에서 동메달을 땄고, 1952년 세계 피겨 스케이팅 선수권 대회에서 우승했다.
페어 스케이팅 선수로서, 그녀는 토니 폰트와 함께 활약하여 1950년과 1951년 프랑스 선수권 대회에서 우승했다.
프로로 전향한 후에, 그녀는 1952년부터 1964년까지 아이스 카패드, 할리우드 아이스 레부스, 스칼라 에이스레부와 같은 여러 가지 쇼를 여행했다.